# Chionomesa
Genre
Chionomesa est un genre d'oiseaux de la famille des Trochilidae.

## Liste des espèces
Selon le Congrès ornithologique international (ordre phylogénique), il comporte deux espèces :
- Chionomesa fimbriata – Ariane de Linné
- Chionomesa lactea – Ariane saphirine[1]

## Note et référence
1. ↑  « Hummingbirds – IOC World Bird List », sur www.worldbirdnames.org (consulté le 25 juin 2025)